# Hush Puppies
Hush Puppies is een in 1958 gestart internationaal merk van eigentijdse, in Amerika vervaardigde schoenen voor mannen, vrouwen en kinderen. De schoenen worden zo omschreven: de klassieke Amerikaanse geborstelde suède schoenen met de lichtgewicht crêpe zool. Het bedrijf van Wolverine Worldwide, de fabrikant van Hush Puppies, is gevestigd in Rockford, Michigan, Verenigde Staten.
Hush Puppies schoenen worden in meer dan 120 landen over de hele wereld verkocht. Bovendien is Hush Puppies de naam voor andere in licentie gegeven modecategorieën, waaronder kleding, brillen en pluchen speelgoed.
Hush Puppies maakt gebruik van een Basset Hound als logo.